# Jedľovec
Jedľovec – przełęcz w Górach Wołowskich, w paśmie Kojszowskiej Hali. 

## Dostęp
Przez przełęcz przechodzi   niebieski szlak z Medzeva do wsi Smolnícka Píla i   czerwony szlak turystyczny – Szlak Bohaterów SNP. W przeszłości przechodziła tędy górnicza droga łącząca Smolnícką dolinę i Medzev.